# Golden Joystick Awards

Graphique du trophée

Les Golden Joystick Awards (également appelés People's Gaming Award) sont une cérémonie de remise de prix mondiale pour les jeux vidéo. Ils récompensent les meilleurs jeux de l'année, voté à l'origine par le grand public britannique, dorénavant voté en ligne accessible à tous. En 2018, la cérémonie a 37 ans, soit la deuxième plus vieille cérémonie après les Arcade Awards.
Les récompenses sont d'abord axées sur les jeux PC, mais sont ensuite élargies aux jeux sur console, en raison du succès des consoles de jeux vidéo telles que le Sega Master System et le Sega Mega Drive au Royaume-Uni.
Cette cérémonie est organisée par le site GamesRadar+, propriété du groupe de médias britannique Future plc. Elle est diffusée en direct sur les principales plateformes de streaming.

## Lauréats
(juin 2025).

### 1983
Les prix sont remis par le DJ Dave Lee Travis lors d'une cérémonie du Berkeley Square de Londres.
| Récompense                         | Lauréat,               | Nominations                                  |
| ---------------------------------- | ---------------------- | -------------------------------------------- |
| Best Arcade-Style Game of the Year | Manic Miner            | Arcadia, Penetrator, Galaga                  |
| Strategy Game of the Year          | The Hobbit             | Football Manager, Planet Invasion, Scrabble  |
| Best Original Game of the Year     | Ah Diddums             | Ant Attack, Pssst, Splat!                    |
| Game of the Year                   | Jetpac                 | Arcadia, Manic Miner, The Hobbit             |
| Software House of the Year         | Ultimate Play the Game | Imagine Software, Llamasoft, Melbourne House |

### 1984
Les prix ont été remis par Jools Holland, lors d'une cérémonie à Londres.
| Récompense                         | Lauréat                    | Finaliste       | Remarqués                         |
| ---------------------------------- | -------------------------- | --------------- | --------------------------------- |
| Game of the Year                   | Knight Lore                | Ghostbusters    | Avalon, Impossible Mission        |
| Software House of the Year         | Ultimate Play the Game     | Beyond Software | Hewson Consultants, MicroGen      |
| Best Original Game of the Year     | Elite                      | Deus Ex Machina | Ancipital, Pyjamarama             |
| Best Adventure Game of the Year    | Claymorgue Castle          | Erik the Viking | Eureka, Tir Na Nog                |
| Best Strategy Game of the Year     | Lords of Midnight          | Beach Head      | Nato Commander, Battle for Midway |
| Best Arcade-Style Game of the Year | Daley Thompson's Decathlon | Boulderdash     | Monty Mole, Starstrike            |
| Best Programmer of the Year        | Ultimate Team              | Mike Singleton  | Tony Crowther, Acornsoft          |

### 1985
Les prix ont été remis par Jools Holland, lors d'une cérémonie sur le Thames Riverboat.
| Récompense                     | Lauréat                   | Finalistes                                  |
| ------------------------------ | ------------------------- | ------------------------------------------- |
| Game of the Year               | Way of the Exploding Fist | Elite, Summer Games II                      |
| Software House of the Year     | Melbourne House           | U.S. Gold, Elite Systems, Firebird Software |
| Best Original Game of the Year | Little Computer People    | Spy vs. Spy, Paradroid                      |
| Adventure Game of the Year     | Red Moon                  | Gremlins, Bored of the Rings                |
| Strategy Game of the Year      | Theatre Europe            | Shadowfire, Battle of Britain               |
| Arcade-Style Game of the Year  | Commando                  | Hyper Sports, Dropzone                      |
| Programmer of the Year         | Stephen Crow              | Jeff Minter, Andrew Braybrook, Bo Jangeborg |

### 1986
La cérémonie a lieu au Cadogan Hall.
| Récompense                     | Lauréat          | Finalistes                             |
| ------------------------------ | ---------------- | -------------------------------------- |
| Game of the Year               | Gauntlet         | Uridium, Space Harrier                 |
| Software House of the Year     | Elite Systems    | U.S. Gold, Hewson Consultants          |
| Best Original Game of the Year | Sentinel         | Trap Door, Trivial Pursuit             |
| Adventure Game of the Year     | The Pawn         | Lord of the Rings, Heavy on the Magick |
| Strategy Game of the Year      | Vietnam          | Johnny Reb II, Silent Service          |
| Arcade-Style Game of the Year  | Uridium          | Gauntlet, Ghosts'n Goblins             |
| Programmer of the Year         | Andrew Braybrook | Chris Butler, Stephen Crow             |
| Best Soundtrack of the Year    | Sanxion          | Knucklebusters, Star Glider            |

### 1987/1988
La cérémonie est animée par Chris Tarrant.
| Récompense                     | Lauréat              | Finalistes                            |
| ------------------------------ | -------------------- | ------------------------------------- |
| Game of the Year               | Out Run              | The Last Ninja, Renegade              |
| Software House of the Year     | U.S. Gold            | Ocean Software, Elite Systems         |
| Best Original Game of the Year | Nebulus              | Wizball, Driller                      |
| Adventure Game of the Year     | The Guild of Thieves | Knight Orc, Shadows of Mordor         |
| Strategy Game of the Year      | Vulcan               | Defender of the Crown, Annals of Rome |
| Arcade-Style Game of the Year  | Out Run              | Renegade, Bubble Bobble               |
| Programmer of the Year         | Jon Ritman           | Andrew Braybrook                      |

### 1988/1989
La cérémonie se déroule aux Kensington Roof Gardens.
| Récompense                          | Lauréat (8-bit)                    | Lauréat (16-bit)                   | Finalistes                                  |
| ----------------------------------- | ---------------------------------- | ---------------------------------- | ------------------------------------------- |
| Game of the Year                    | Operation Wolf                     | Speedball                          | Last Ninja 2, Starglider 2                  |
| Best Graphics of the Year           | Armalyte                           | Rocket Ranger                      | Last Ninja 2, Starglider 2                  |
| Best Soundtrack of the Year         | Bionic Commando                    | International Karate +             | RoboCop, Starglider 2                       |
| Best Simulation Game of the Year    | Microprose Soccer                  | Falcon                             | Project Stealth Fighter, F/A-18 Interceptor |
| Adventure Game of the Year          | Corruption                         | Fish!                              | Ingrid's Back, Corruption                   |
| Best Coin-Op Conversion of the Year | Operation Wolf                     | Operation Wolf                     | R-Type, Pac-Mania                           |
| Software House of the Year          | Ocean Software                     | Mirrorsoft                         | U.S. Gold                                   |
| Programmer of the Year              | John Phillips                      | The Bitmap Brothers                | Mev Dink, John Twiddy, John Phillips        |
| C&VG Console Award                  | Thunder Blade (Sega Master System) | Thunder Blade (Sega Master System) | R-Type (PC Engine)                          |

### 1989/1990

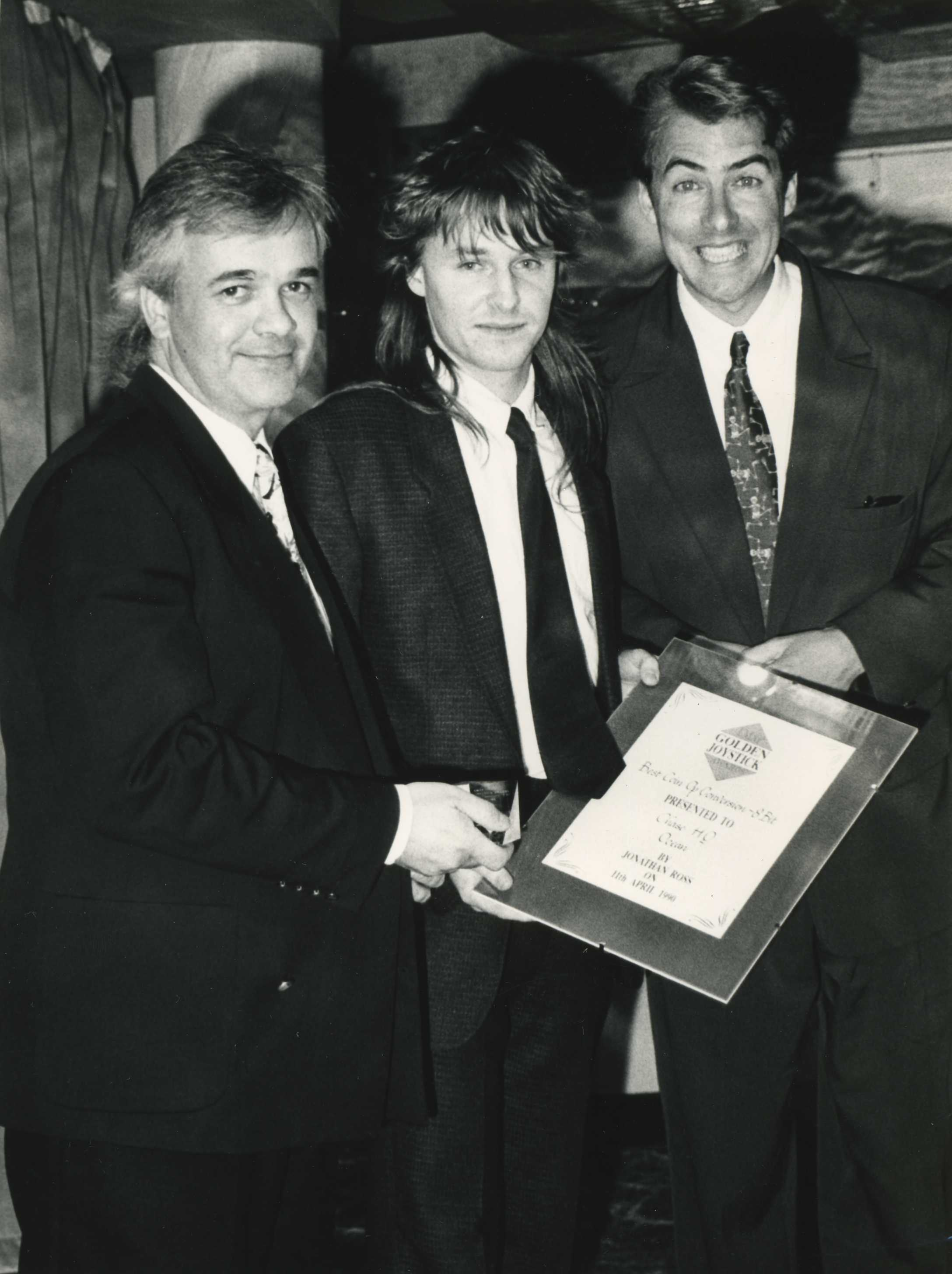
1989/1990: Paul Patterson of Ocean Software receive, from Jonathan Ross, "Best Coin-Op Conversion of the Year" (8-bit) award

La cérémonie se déroule aux Kensington Roof Gardens, le 11 avril 1990.
| Récompense                          | Lauréat (8-bit)                    | Lauréat (16-bit)    |
| ----------------------------------- | ---------------------------------- | ------------------- |
| Game of the Year                    | The Untouchables                   | Kick Off            |
| Best Graphics of the Year           | Myth                               | Shadow of the Beast |
| Best Soundtrack of the Year         | Chase HQ                           | Future Wars         |
| Best Simulation Game of the Year    | Carrier Command                    | M1 Tank Platoon     |
| Best Coin-Op Conversion of the Year | Chase HQ                           | Hard Drivin'        |
| PC Leisure Product of the Year      | Indiana Jones and the Last Crusade |                     |
| Most Original Game of the Year      | Populous                           |                     |
| Software House of the Year          | Ocean Software                     |                     |

### 1990/1991
La cérémonie se déroule aux Kensington Roof Gardens, le 4 April 1991.
| Récompense                          | Lauréat (8-bit)      | Lauréat (16-bit)       |
| ----------------------------------- | -------------------- | ---------------------- |
| Game of the Year                    | Rick Dangerous 2     | Kick Off 2             |
| Best Graphics of the Year           | Midnight Resistance  | Shadow of the Beast 2  |
| Best Soundtrack of the Year         | RoboCop 2            | Speedball 2            |
| Best Simulation Game of the Year    | F-19 Stealth Fighter | F-19 Stealth Fighter   |
| Best Coin-Op Conversion of the Year | Rainbow Islands      | Golden Axe             |
| Best Console Conversion of the Year | Mega Man             | John Madden's Football |
| PC Game of the Year                 | Railroad Tycoon      |                        |
| Hardware Manufacturer of the Year   | Sega                 |                        |
| Software House of the Year          | Ocean Software       |                        |

### 1991/1992
La cérémonie se déroule au Hyde Park Hotel, London, le 7 avril 1992.
| Récompense                 | Lauréat                           | Développeur |
| -------------------------- | --------------------------------- | ----------- |
| Overall Game of the Year   | Sonic the Hedgehog                | Sonic Team  |
| 16-Bit Game of the Year    | Heimdall                          | Core Design |
| Best Coin-Op Conversion    | Toki                              | TAD         |
| Best Simulation            | Jimmy White's 'Whirlwind' Snooker | Virgin      |
| Best Graphics              | Heimdall                          | Core Design |
| Best Soundtrack            | The Secret of Monkey Island       | U.S. Gold   |
| Programmer of the Year     | Archer MacLean                    |             |
| Software House of the Year | Electronic Arts                   |             |

### 1992/1993
| Récompense                | Lauréat           |
| ------------------------- | ----------------- |
| Game of the Year          | Street Fighter II |
| Fighting Game of the Year | Mortal Kombat     |

### 1996/1997
La cérémonie se déroule au Café de Paris, en novembre 1997.
| Récompense                            | Lauréat                        |
| ------------------------------------- | ------------------------------ |
| Game of the Year                      | Super Mario 64                 |
| PlayStation Plus Best Game            | Resident Evil                  |
| Sega Saturn Magazine Best Saturn Game | Fighters Megamix               |
| Nintendo Magazine Best N64 Game       | Super Mario 64                 |
| CVG Best PC Game                      | Quake                          |
| Best Looking Game                     | Super Mario 64                 |
| Best Sounding Game                    | Wipeout 2097                   |
| Most Original Game                    | Parappa the Rapper             |
| Best Ad                               | Tekken 2                       |
| Scoop of the Year                     | GoldenEye 007                  |
| Favourite Game Character              | Lara Croft (Tomb Raider)       |
| Best Development Team                 | Rare                           |
| Best Software House                   | Sony                           |
| Best Looking Pages                    | Sega Saturn Magazine Showcases |
| Best Review Writer                    | Ed Lomas, CVG                  |

### 2002
La cérémonie se déroule au Dorchester Hotel le 25 octobre 2002 et est accueillie par Jonathan Ross.
| Récompense                     | Lauréat                                      | Finalistes |
| ------------------------------ | -------------------------------------------- | --- |
| Game of the Year               | Grand Theft Auto III (Rockstar Games)        | Halo (Microsoft Studios), Medal of Honor: Allied Assault (EA Games)                                            |
| Online Game of the Year        | Counter-Strike (Vivendi Universal Games      | Medal of Honor: Allied Assault (EA Games), Warcraft III: Reign of Chaos (Vivendi Universal Games)              |
| PC Game of the Year            | Medal of Honor: Allied Assault (EA Games)    | Grand Theft Auto III (Rockstar Games), Warcraft III: Reign of Chaos (Vivendi Universal Games)                  |
| Best Use of a Film Licence     | The Thing (Vivendi Universal Games)          | Spider-Man (Activision), The Sum of All Fears (Ubi Soft)                                                       |
| Sports Game of the Year        | Pro Evolution Soccer (Konami)                | Championship Manager (Eidos), FIFA 2002 (EA Sports)                                                            |
| Game Innovation of the Year    | Grand Theft Auto III (Rockstar Games)        | Max Payne (Take 2 Interactive), Le débarquement allié dans Medal of Honor: Allied Assault (EA Games)           |
| Hardware of the Year           | Microsoft Xbox                               | AMD Athlon XP Processor, Nintendo GameCube                                                                     |
| British Developer of the Year  | Rockstar North                               | Electronic Arts                                                                                                |
| Rare Publisher of the Year     | Electronic Arts                              | Activision/LucasArts, Microsoft Game Studios                                                                   |
| Retailer of the Year           | Gameplay.com                                 | GAME, Amazon.co.uk                                                                                             |
| Most Wanted Game for Christmas | Grand Theft Auto: Vice City (Rockstar Games) | Splinter Cell (UbiSoft), Super Mario Sunshine (Nintendo of Europe)                                             |
| Xbox Game of the Year          | Halo (Microsoft Game Studios)                | Dead or Alive 3 (Tecmo), Max Payne (Take 2 Interactive)                                                        |
| GameCube Game of the Year      | Resident Evil (Capcom Eurosoft)              | Star Wars Rogue Squadron II: Rogue Leader (Activision/LucasArts), Super Smash Bros. Melee (Nintendo of Europe) |
| Handheld Game of the Year      | Golden Sun (Nintendo)                        | Mario Kart: Super Circuit (Nintendo), Super Mario World: Super Mario Advance 2 (Nintendo of Europe)            |
| PS2 Game of the Year           | Grand Theft Auto III (Rockstar Games)        | Final Fantasy X (SCEE), Metal Gear Solid 2: Sons of Liberty (Konami)                                           |

### 2003
La cérémonie se déroule au Park Lane Hilton le 28 novembre 2003 et est accueillie par Phill Jupitus.
| Récompense                                    | Lauréat                                                       | Finalistes |
| --------------------------------------------- | ------------------------------------------------------------- | --- |
| PS2 Game of the Year                          | Grand Theft Auto: Vice City (Rockstar)                        | EyeToy: Play (SCEE), Pro Evolution Soccer 2 (Konami)                                                          |
| GameCube Game of the Year                     | The Legend of Zelda: The Wind Waker (Nintendo)                | Metroid Prime (Nintendo), Resident Evil Zero (Capcom)                                                         |
| Handheld Game of the Year                     | Advance Wars 2: Black Hole Rising (Nintendo)                  | Pokémon Ruby and Sapphire (Nintendo), The Legend of Zelda: A Link to the Past (Nintendo)                      |
| Xbox Game of the Year                         | Star Wars: Knights of the Old Republic (Activision/LucasArts) | Soul Calibur II (Electronic Arts), Tom Clancy's Splinter Cell (Ubisoft)                                       |
| PC Game of the Year                           | Championship Manager 4 (Eidos)                                | Grand Theft Auto: Vice City (Rockstar), Battlefield 1942 (Electronic Arts)                                    |
| Online Game of the Year                       | Battlefield 1942 (Electronic Arts)                            | Phantasy Star Online I & II (Sega), Unreal Championship (Atari)                                               |
| Film Adaptation of the Year                   | The Lord of the Rings: The Two Towers (Electronic Arts)       | Enter the Matrix (Atari), Harry Potter and the Philosopher's Stone (Electronic Arts)                          |
| The Award for Best of British                 | Championship Manager 4 (Eidos)                                | Conflict: Desert Storm II (SCi), Republic: The Revolution (Eidos)                                             |
| Publisher of the Year                         | Nintendo                                                      | Electronic Arts, Rockstar Games                                                                               |
| Retailer of the Year                          | GAME                                                          | Amazon.co.uk, Gameplay.com                                                                                    |
| Hardware of the Year                          | Nintendo Game Boy Advance SP                                  | SCEE EyeToy, Microsoft Xbox Live!                                                                             |
| Unsung Hero Game of the Year                  | Viewtiful Joe (Capcom)                                        | No One Lives Forever 2: A Spy in H.A.R.M.'s Way (Monolith Productions), Steel Battalion (Capcom)              |
| Hall of Fame Industry Personality of the Year | Shigeru Miyamoto (Nintendo)                                   | |
| Editor's Award: Game of the Year              | Pro Evolution Soccer 3 (Konami)                               | Call of Duty (Activision), The Legend of Zelda: The Wind Waker (Nintendo)                                     |
| Most Wanted Game for Christmas                | Mario Kart: Double Dash!! (Nintendo)                          | Pro Evolution Soccer 3 (Konami), WWE SmackDown! Here Comes the Pain (THQ)                                     |
| Most Anticipated Game for 2004                | Half-Life 2 (Valve)                                           | Doom III (Activision), Halo 2 (Microsoft)                                                                     |
| Ultimate Game of the Year                     | Grand Theft Auto: Vice City (Rockstar)                        | The Legend of Zelda: The Wind Waker (Nintendo), Star Wars: Knights of the Old Republic (Activision/LucasArts) |

### 2004
La cérémonie se déroule au Park Lane Hilton le 5 novembre 2004 et est accueillie par Matt Lucas.
| Récompense                                      | Lauréat                                                       | Finalistes                                                                                |
| ----------------------------------------------- | ------------------------------------------------------------- | ----------------------------------------------------------------------------------------- |
| PS2 Game of the Year                            | Burnout 3: Takedown (Electronic Arts)                         | Pro Evolution Soccer 3 (Konami), Spider-Man 2 (Activision)                                |
| GameCube Game of the Year                       | Mario Kart: Double Dash!! (Nintendo)                          | Metal Gear Solid: The Twin Snakes (Konami), Final Fantasy Crystal Chronicles (Nintendo)   |
| Handheld Game of the Year                       | Sonic Advance 3 (THQ)                                         | Metroid Zero Mission (Nintendo), Mario & Luigi: Superstar Saga (Nintendo)                 |
| Xbox Game of the Year                           | Fable (Microsoft)                                             | Splinter Cell: Pandora Tomorrow (Ubisoft), Grand Theft Auto: Double Pack (Rockstar Games) |
| PC Game of the Year                             | Doom 3 (Activision)                                           | X2: The Threat (Deep Silver), Far Cry (Ubisoft)                                           |
| Online Game of the Year                         | Battlefield Vietnam (Electronic Arts)                         | Burnout 3: Takedown (Electronic Arts), Counter-Strike: Condition Zero (Valve)             |
| Publisher of the Year                           | Electronic Arts                                               | THQ, Ubisoft                                                                              |
| Retailer of the Year                            | Amazon.co.uk                                                  | GAME, Play.com                                                                            |
| Hardware of the Year                            | Nintendo GBA SP                                               | Creative Labs Gigaworks S750, GBA Wireless Adapter                                        |
| Unsung Hero Game of the Year (Editors' Award)   | The Chronicles of Riddick: Escape from Butcher Bay (VU Games) | The Suffering (Midway), Mashed (Empire Interactive)                                       |
| Game of the Year (Editors' Award)               | Pro Evolution Soccer 4 (Konami)                               | The Legend of Zelda: Four Swords (Nintendo), Joint Operations: Typhoon Rising (NovaLogic) |
| Hall of Fame - Industry Personality of the Year | Warren Spector (Ion Storm)                                    |                                                                                           |
| Most Wanted Game for Xmas                       | Grand Theft Auto: San Andreas (Rockstar Games)                | Half-Life 2 (Valve), Halo 2 (Microsoft)                                                   |
| Most Wanted Game For 2005                       | The Legend of Zelda: Twilight Princess (Nintendo)             | Metal Gear Solid: Snake Eater (Konami), Resident Evil 4 (Capcom)                          |
| Ultimate Game of the Year                       | Doom 3 (Activision)                                           | Fable (Microsoft), Pro Evolution Soccer 4 (Konami)                                        |
| Ultimate Gaming Hero                            | Sonic the Hedgehog (Sega)                                     | Master Chief (Halo 2, Microsoft); Lara Croft (Tomb Raider, Eidos)                         |

### 2005
La cérémonie se déroule au Park Lane Hilton le 4 novembre 2005 et est accueillie par Jimmy Carr.
| Récompense                     | Lauréat                                                          |
| ------------------------------ | ---------------------------------------------------------------- |
| PlayStation 2 Game of the Year | Grand Theft Auto: San Andreas (Rockstar Games)                   |
| GameCube Game of the Year      | Resident Evil 4 (Capcom)                                         |
| Xbox Game of the Year          | Halo 2 (Microsoft)                                               |
| PC Game of the Year            | Half-Life 2 (Valve)                                              |
| Handheld Game of the Year      | Super Mario 64 DS (Nintendo)                                     |
| Best Film-Based Game of 2005   | Resident Evil 4 (Capcom)                                         |
| Best Game Soundtrack of 2005   | Grand Theft Auto: San Andreas (Rockstar Games)                   |
| Online Game of the Year        | World of Warcraft (Blizzard)                                     |
| Publisher of the Year          | Nintendo                                                         |
| Retailer of the Year           | Play.com                                                         |
| Gaming Innovation of the Year  | PSP                                                              |
| One to Watch for Xmas          | The Legend of Zelda: Twilight Princess (Nintendo)                |
| One to Watch for 2006          | Resident Evil 5 (Capcom)                                         |
| Hero of 2005                   | CJ (Grand Theft Auto: San Andreas, Rockstar Games)               |
| Villain of 2005                | Officer Tenpenny (Grand Theft Auto: San Andreas, Rockstar Games) |
| The Girl's Choice for 2005     | The Sims 2 (Electronic Arts)                                     |
| Editor's Game of the Year      | Resident Evil 4 (Capcom)                                         |
| Unsung Hero of the Year        | Fahrenheit (Quantic Dream)                                       |
| Ultimate Game of the Year      | Grand Theft Auto: San Andreas (Rockstar Games)                   |
| Soundtrack of the Year         | Sonic Rush (Sega)                                                |

### 2006
La cérémonie se déroule au Park Lane Hilton le 27 octobre 2006 et est animée par Emma Griffiths.
| Récompense                       | Lauréat                                                 |
| -------------------------------- | ------------------------------------------------------- |
| Ultimate Game of the Year        | The Elder Scrolls IV: Oblivion (Bethesda Softworks)     |
| PC Game of the Year              | The Elder Scrolls IV: Oblivion (Bethesda Softworks)     |
| PlayStation Game of the Year     | Resident Evil 4 (Capcom)                                |
| Xbox Game of the Year            | The Elder Scrolls IV: Oblivion (Bethesda Softworks)     |
| Nintendo Game of the Year        | New Super Mario Bros (Nintendo)                         |
| Online Handheld Game of the Year | Grand Theft Auto: Liberty City Stories (Rockstar Games) |
| Online Game of the Year          | Age of Empires III (Ensemble Studios)                   |
| The All-Nighter Award            | Pro Evolution Soccer 5 (Konami)                         |
| The One to Watch 2007            | PlayStation 3 (Sony)                                    |
| The Editor's Choice Award        | Tom Clancy's Ghost Recon Advanced Warfighter (Ubisoft)  |
| Publisher of the Year            | Electronic Arts                                         |
| Retailer of the Year             | GAME                                                    |
| Soundtrack of the Year           | Need for Speed: Carbon (Electronic Arts)                |
| Innovation Award                 | Xbox Live Marketplace (Microsoft)                       |
| Family Game of the Year          | Nintendogs (Nintendo)                                   |
| Favourite Character Award        | Lara Croft (Tomb Raider, Edios)                         |
| Girls' Choice Award              | Nintendogs (Nintendo)                                   |

### 2007
La cérémonie se déroule au Park Lane Hilton le 26 octobre 2007 et est animée par David Mitchell.
| Récompense                          | Lauréat                                                         |
| ----------------------------------- | --------------------------------------------------------------- |
| Ultimate Game of the Year           | Gears of War (Epic Games)                                       |
| Xbox Game of the Year               | Gears of War (Epic Games)                                       |
| PC Game of the Year                 | Lord of the Rings Online: Shadows of Angmar (Midway)            |
| PlayStation Game of the Year 2007   | God of War II (SCE Studios Santa Monica)                        |
| Nintendo Game of the Year           | The Legend of Zelda: Twilight Princess (Nintendo)               |
| The Editor's Choice Award           | Gears of War (Epic Games)                                       |
| Publisher of the Year               | Nintendo                                                        |
| Retailer of the Year                | GAME                                                            |
| The One to Watch                    | Assassin's Creed (Ubisoft)                                      |
| UK Developer of the Year            | Codemasters                                                     |
| Online Game of the Year             | World of Warcraft: The Burning Crusade (Blizzard Entertainment) |
| All-Nighter                         | Gears of War (Epic Games)                                       |
| Soundtrack of the Year              | Guitar Hero II (Harmonix Music Systems)                         |
| Innovation of the Year              | Nintendo Wii                                                    |
| Mobile Game of the Year             | Final Fantasy                                                   |
| Handheld Game of the Year           | Grand Theft Auto: Vice City Stories (Rockstar)                  |
| Family Game of the Year 2007        | Wii Sports (Nintendo)                                           |
| Girls' Choice Game of the Year 2007 | Guitar Hero II (Harmonix Music Systems)                         |

### 2008
La cérémonie se déroule au Park Lane Hilton le 31 octobre 2008 et est animée par Frankie Boyle.
| Récompense                                                    | Lauréat                                           |
| ------------------------------------------------------------- | ------------------------------------------------- |
| Nuts All-Nighter Award                                        | Call of Duty 4: Modern Warfare (Activision)       |
| Handheld Game of the Year                                     | The Legend of Zelda: Phantom Hourglass (Nintendo) |
| Mobile Game of the Year                                       | Bejeweled 2 (PopCap Games)                        |
| Mobile Game Pitch 2008                                        | Finders Keeper (Tobias Rowe)                      |
| Nintendo Game of the Year                                     | Super Smash Bros: Brawl (Nintendo)                |
| PC Game of the Year                                           | Call of Duty 4: Modern Warfare (Activision)       |
| Retailer of the Year                                          | Play.com                                          |
| Official PlayStation Magazine HD PlayStation Game of the Year | Metal Gear Solid 4: Guns of the Patriots (Konami) |
| Soundtrack of the Year                                        | Grand Theft Auto IV (Rockstar Games)              |
| Xbox Game of the Year                                         | Grand Theft Auto IV (Rockstar Games)              |
| Most Wanted Award                                             | Fallout 3 (Bethesda)                              |
| Online Game of the Year                                       | Call of Duty 4: Modern Warfare (Activision)       |
| UK Developer of the Year                                      | Rockstar North                                    |
| Grand Master Flash Award                                      | Stickman Madness                                  |
| One to Watch                                                  | Call of Duty: World at War (Activision)           |
| UK Publisher of the Year                                      | Activision Blizzard                               |
| Ultimate Game of the Year                                     | Call of Duty 4: Modern Warfare (Activision)       |

### 2009
La cérémonie se déroule au Park Lane Hilton le 30 octobre 2009 et est animée par Sean Lock.
| Récompense                   | Lauréat                                           |
| ---------------------------- | ------------------------------------------------- |
| Family Game of the Year      | LittleBigPlanet (Sony)                            |
| Handheld Game of the Year    | Grand Theft Auto: Chinatown Wars (Rockstar Games) |
| Retailer of the Year         | GAME                                              |
| Mobile Game of the Year      | Metal Gear Solid Touch (Konami)                   |
| Nintendo Game of the Year    | Call of Duty: World at War (Activision)           |
| Multiplayer Game of the Year | Call of Duty: World at War (Activision)           |
| Soundtrack of the Year       | Guitar Hero World Tour (Activision)               |
| Xbox Game of the Year        | Gears of War 2 (Epic Games)                       |
| PC Game of the Year          | Fallout 3 (Bethesda Softworks)                    |
| UK Developer of the Year     | Jagex                                             |
| PlayStation Game of the Year | Killzone 2 (Sony)                                 |
| Publisher of the Year        | Activision Blizzard                               |
| Online Game of the Year      | Left 4 Dead (Valve)                               |
| ShortList One to Watch       | Call of Duty: Modern Warfare 2 (Activision)       |
| Ultimate Game of the Year    | Fallout 3 (Bethesda Softworks)                    |

### 2010
La cérémonie se déroule au Bridge Park Plaza le 29 octobre 2010 et est animée par Rich Hall.
| Récompense                                                 | Lauréat                                     |
| ---------------------------------------------------------- | ------------------------------------------- |
| Action/Adventure Game of the Year in association with Nuts | Assassin's Creed II (Ubisoft)               |
| Download Game of the Year                                  | Plants vs. Zombies (PopCap Games)           |
| Fighting Game of the Year                                  | Street Fighter IV (Capcom)                  |
| Music Game of the Year                                     | Guitar Hero 5 (Activision)                  |
| The One to Watch                                           | Call of Duty: Black Ops (Activision)        |
| Online Game of the Year                                    | League of Legends (Riot Games)              |
| Portable Game of the Year                                  | Pokémon HeartGold/Soul Silver (Nintendo)    |
| Puzzle Game of the Year                                    | World of Goo (2D Boy)                       |
| Racing Game of the Year                                    | Forza Motorsport 3 (Microsoft)              |
| RPG of the Year                                            | Mass Effect 2 (Electronic Arts)             |
| Shooter of the Year                                        | Call of Duty: Modern Warfare 2 (Activision) |
| Soundtrack of the Year                                     | Final Fantasy XIII (Square Enix)            |
| Sports Game of the Year                                    | FIFA 10 (Electronic Arts)                   |
| Strategy Game of the Year                                  | Plants vs. Zombies (PopCap Games)           |
| UK Developer of the Year                                   | Jagex                                       |
| Ultimate Game of the Year                                  | Mass Effect 2 (Electronic Arts)             |

### 2011
La cérémonie se déroule au Bridge Park Plaza le 21 octobre 2011 et est animée par Seann Walsh.
| Récompense                        | Lauréat                                          |
| --------------------------------- | ------------------------------------------------ |
| Shooter of the Year               | Call of Duty: Black Ops (Activision)             |
| Action/Adventure Game of the Year | Assassin's Creed: Brotherhood (Ubisoft)          |
| Download Game of the Year         | Minecraft (Mojang)                               |
| Fighting Game of the Year         | Mortal Kombat (Warner Bros.)                     |
| Free to Play Game of the Year     | League of Legends (Riot Games)                   |
| Music Game of the Year            | Guitar Hero: Warriors of Rock (Activision)       |
| The One to Watch                  | The Elder Scrolls V: Skyrim (Bethesda Softworks) |
| Online Game of the Year           | World of Warcraft (Blizzard Entertainment)       |
| Mobile Game of the Year           | Angry Birds Rio (Rovio Entertainment)            |
| Racing Game of the Year           | Gran Turismo 5 (Sony)                            |
| RPG of the Year                   | Fallout: New Vegas (Obsidian Entertainment)      |
| Sports Game of the Year           | FIFA 11 (Electronic Arts)                        |
| Best MMO                          | World of Warcraft (Blizzard)                     |
| Strategy Game of the Year         | StarCraft II: Wings of Liberty (Blizzard)        |
| Innovation of the Year            | Nintendo 3DS                                     |
| Outstanding Contribution          | Sonic the Hedgehog (Sega)                        |
| Ultimate Game of the Year         | Portal 2 (Valve)                                 |

### 2012
La cérémonie se déroule au Bridge Park Plaza le 26 octobre 2012 et est animée par Ed Byrne.
| Récompense                        | Lauréat                                          |
| --------------------------------- | ------------------------------------------------ |
| Shooter of the Year               | Battlefield 3 (Electronic Arts)                  |
| Action/Adventure Game of the Year | Batman: Arkham City (Warner Bros.)               |
| Download Game of the Year         | Minecraft (Mojang)                               |
| Fighting Game of the Year         | Mortal Kombat Komplete Edition (Warner Bros.)    |
| Free to Play Game of the Year     | Slender: The Eight Pages (Parsec Productions)    |
| Handheld Game of the Year         | Uncharted: Golden Abyss (Sony)                   |
| Top Gaming Moment                 | Skyrim: Throat of the World (Bethesda Softworks) |
| DLC of the Year                   | Portal 2's Perpetual Testing Initiative (Valve)  |
| One to Watch                      | Grand Theft Auto V (Rockstar)                    |
| MMO Game of the Year              | World of Tanks (Wargaming)                       |
| Mobile Game of the Year           | Angry Birds Space (Rovio Entertainment)          |
| Racing Game of the Year           | Forza Motorsport 4 (Microsoft)                   |
| RPG of the Year                   | The Elder Scrolls V: Skyrim (Bethesda Softworks) |
| Sports Game of the Year           | FIFA 12 (Electronic Arts)                        |
| Strategy Game of the Year         | Civilization V: Gods & Kings (2K Games)          |
| Ultimate Game of the Year         | The Elder Scrolls V: Skyrim (Bethesda Softworks) |
| YouTube Gamer                     | The Yogscast                                     |
| Outstanding Contribution          | FIFA (Electronic Arts)                           |

### 2013
La cérémonie se déroule au indigO2 le 25 octobre 2013 et est animée par Ed Byrne.
| Récompense                          | Lauréat                                           |
| ----------------------------------- | ------------------------------------------------- |
| Best Newcomer                       | The Last of Us (Sony)                             |
| Most Wanted                         | The Witcher 3: Wild Hunt (CD Projekt Red)         |
| Best Indie Game                     | Mark of the Ninja (Klei Entertainment)            |
| Best Visual Design                  | BioShock Infinite (2K Games)                      |
| Best Multiplayer                    | Payday 2 (Starbreeze Studios)                     |
| Best Gaming Moment                  | Far Cry 3: "The Definition of Insanity" (Ubisoft) |
| Studio of the Year                  | Naughty Dog                                       |
| Innovation of the Year              | Oculus Rift                                       |
| Best Storytelling                   | The Last of Us (Sony)                             |
| Best Online Game                    | World of Tanks (Wargaming)                        |
| Best Handheld Game                  | Assassin's Creed III: Liberation (Ubisoft)        |
| YouTube Gamer Award                 | The Yogscast                                      |
| Best Gaming Platform                | Steam                                             |
| Best Mobile/Tablet Game of the Year | XCOM: Enemy Unknown (2K Games)                    |
| Game of the Year                    | Grand Theft Auto V (Rockstar)                     |
| Hall of Fame                        | Call of Duty (Activision)                         |
| Lifetime Achievement                | Ken Levine                                        |

### 2014
La cérémonie se déroule au indigO2 le 24 octobre 2014 et est animée par Ed Byrne.
| Récompense                | Lauréat                                                  |
| ------------------------- | -------------------------------------------------------- |
| Best Original Game        | DayZ (Bohemia Interactive)                               |
| Best Online Game          | Hearthstone: Heroes of Warcraft (Blizzard Entertainment) |
| Best Storytelling         | The Last of Us: Left Behind (Sony)                       |
| Best Visual Design        | Assassin's Creed IV: Black Flag (Ubisoft)                |
| Best Audio                | Assassin's Creed IV: Black Flag (Ubisoft)                |
| Playfire Most Played Game | Rust (Facepunch Studios)                                 |
| Best Multiplayer          | Battlefield 4 (Electronic Arts)                          |
| Best Indie Game           | DayZ (Bohemia Interactive)                               |
| Innovation of the Year    | Oculus Rift DK2                                          |
| Best Gaming Moment        | The Last of Us: Left Behind - The Kiss (Sony)            |
| Handheld Game of the Year | Pokémon X and Y (Nintendo)                               |
| Best Mobile Game          | Hearthstone: Heroes of Warcraft (Blizzard Entertainment) |
| Most Wanted               | The Witcher 3: Wild Hunt (CD Projekt Red)                |
| Gaming Personality        | PewDiePie                                                |
| Studio of the Year        | Ubisoft Montreal                                         |
| Best Gaming Platform      | Steam                                                    |
| Lifetime Achievement      | Hideo Kojima                                             |
| Game of the Year          | Dark Souls II (Bandai Namco)                             |

### 2015
La cérémonie se déroule au indigO2 le 30 octobre 2015 et est animée par Danny Wallace.
| Récompense                   | Lauréat                                                   |
| ---------------------------- | --------------------------------------------------------- |
| Best Original Game           | Bloodborne (Sony Computer Entertainment)                  |
| Best Storytelling            | The Witcher 3: Wild Hunt (CD Projekt Red)                 |
| Best Visual Design           | The Witcher 3: Wild Hunt (CD Projekt Red)                 |
| Best Audio                   | Ori and the Blind Forest (Microsoft Studios)              |
| Best Multiplayer Game        | Grand Theft Auto Online (Rockstar Games)                  |
| Best Indie Game              | Kerbal Space Program (Squad)                              |
| Family Game                  | Splatoon (Nintendo)                                       |
| Playfire Most Played Award   | Grand Theft Auto V (Rockstar Games)                       |
| Best Gaming Moment           | The Witcher 3: Wild Hunt (The Bloody Baron Quest)         |
| Gaming Personality           | PewDiePie                                                 |
| eSports Icon                 | Anders Blume (Counter-Strike: Global Offensive)           |
| Studio of the Year           | CD Projekt Red                                            |
| Innovation of the Year       | First-person mode in Grand Theft Auto V (Rockstar Games)  |
| Gaming Platform of the Year  | Steam (Valve)                                             |
| Performance of the Year      | Ashly Burch as Chloe Price (Life Is Strange)              |
| PlayStation Game of the Year | Bloodborne (Sony)                                         |
| Xbox Game of the Year        | Ori and the Blind Forest (Microsoft Game Studios)         |
| Nintendo Game of the Year    | Splatoon (Nintendo)                                       |
| PC Game of the Year          | Grand Theft Auto V (Rockstar Games)                       |
| Most Wanted Game             | Fallout 4 (Bethesda Softworks)                            |
| Ultimate Game of the Year    | The Witcher 3: Wild Hunt (CD Projekt Red)                 |
| Critics' Choice              | Metal Gear Solid V: The Phantom Pain (Kojima Productions) |
| Best Handheld / Mobile Game  | Fallout Shelter (Bethesda Softworks)                      |
| Lifetime Achievement         | Satoru Iwata (posthumous)                                 |

### 2016
La cérémonie se déroule au indigO2 le 18 novembre 2016 et est animée par James Veitch,.
| Récompense                                 | Lauréat                                                                    |
| ------------------------------------------ | -------------------------------------------------------------------------- |
| Best Original Game                         | Overwatch (Blizzard Entertainment)                                         |
| Best Storytelling                          | The Witcher 3: Wild Hunt – Blood and Wine (CD Projekt Red)                 |
| Best Visual Design                         | The Witcher 3: Wild Hunt – Blood and Wine (CD Projekt Red)                 |
| Best Audio                                 | Fallout 4 (Bethesda Softworks)                                             |
| Best Indie Game                            | Firewatch (Panic)                                                          |
| Gaming Personality of the Year             | Sean Plott                                                                 |
| Best Multiplayer Game                      | Overwatch (Blizzard Entertainment)                                         |
| Competitive Play of the Year               | coldzera's jumping AWP quad kill at MLG Columbus                           |
| Best Gaming Moment                         | Overwatch (Play of the Game)                                               |
| YouTube - Upcoming Personality of the Year | Jesse Cox                                                                  |
| Studio of the Year                         | CD Projekt Red                                                             |
| Innovation of the Year                     | Pokémon Go (Niantic, Inc.)                                                 |
| Lifetime Achievement                       | Eiji Aonuma                                                                |
| Best Gaming Platform                       | Steam                                                                      |
| Best Gaming Performance                    | Doug Cockle as Geralt of Rivia (The Witcher 3: Wild Hunt – Blood and Wine) |
| Competitive Game of the Year               | Overwatch (Blizzard Entertainment)                                         |
| Nintendo Game of the Year                  | The Legend of Zelda: Twilight Princess HD (Nintendo)                       |
| PlayStation Game of the Year               | Uncharted 4: A Thief's End (Sony Interactive Entertainment)                |
| Xbox Game of the Year                      | Rise of the Tomb Raider (Microsoft Studios/Square Enix)                    |
| PC Game of the Year                        | Overwatch (Blizzard Entertainment)                                         |
| Handheld/Mobile Game of the Year           | Pokémon Go (Niantic, Inc.)                                                 |
| Breakthrough                               | Eric Barone (Stardew Valley)                                               |
| Hall of Fame                               | Lara Croft                                                                 |
| Critics' Choice                            | Titanfall 2 (Electronic Arts)                                              |
| Most Wanted Game                           | Mass Effect: Andromeda (Electronic Arts)                                   |
| Ultimate Game of the Year                  | Dark Souls III (Bandai Namco Entertainment)                                |

### 2017
La cérémonie se déroule à Bloomsbury Big Top  le 17 novembre 2017 et est animée par Danny Wallace.
| Récompense                                        | Lauréat                                                 |
| ------------------------------------------------- | ------------------------------------------------------- |
| Best Storytelling                                 | Horizon Zero Dawn (Sony Interactive Entertainment)      |
| Best Visual Design                                | Cuphead (StudioMDHR)                                    |
| Best Audio                                        | The Legend of Zelda: Breath of the Wild (Nintendo)      |
| Best Gaming Performance                           | Ashly Burch as Aloy (Horizon Zero Dawn)                 |
| Best Indie Game                                   | Friday the 13th: The Game (Gun Media)                   |
| Best Multiplayer Game                             | PlayerUnknown's Battlegrounds (Bluehole)                |
| Studio of the Year                                | Nintendo EPD                                            |
| Best VR Game                                      | Resident Evil 7: Biohazard (Capcom)                     |
| eSports Play of the Year                          | Agilities                                               |
| eSports Team of the Year                          | Lunatic-Hai                                             |
| eSports Game of the Year                          | Overwatch (Blizzard Entertainment)                      |
| Best Streamer/Broadcaster                         | Markiplier                                              |
| Handheld/Mobile Game of the Year                  | Pokémon Sun and Moon (Nintendo)                         |
| Nintendo Game of the Year                         | The Legend of Zelda: Breath of the Wild (Nintendo)      |
| PlayStation Game of the Year                      | Horizon Zero Dawn (Sony Interactive Entertainment)      |
| Xbox Game of the Year                             | Cuphead (StudioMDHR)                                    |
| PC Game of the Year                               | PlayerUnknown's Battlegrounds (Bluehole)                |
| Critics' Choice Award                             | The Legend of Zelda: Breath of the Wild (Nintendo)      |
| Breakthrough Award                                | Ashly Burch                                             |
| Hall of Fame                                      | Final Fantasy                                           |
| Most Wanted Award                                 | The Last of Us Part II (Sony Interactive Entertainment) |
| Still Playing Award                               | World of Tanks (Wargaming)                              |
| Outstanding Contribution to the UK Games Industry | Debbie Bestwick MBE                                     |
| Lifetime Achievement                              | Sid Meier                                               |
| Ultimate Game of the Year                         | The Legend of Zelda: Breath of the Wild (Nintendo)      |

### 2018
La cérémonie se déroule à Bloomsbury Big Top le  16 novembre 2018, et est animée par Danny Wallace,.
| Récompense                   | Lauréat                                             |
| ---------------------------- | --------------------------------------------------- |
| Best Storytelling            | God of War (Sony Interactive Entertainment)         |
| Best Competitive Game        | Fortnite Battle Royale (Epic Games)                 |
| Best Cooperative Game        | Monster Hunter: World (Capcom)                      |
| Best Design                  | God of War (Sony Interactive Entertainment)         |
| Best Indie Game              | Dead Cells (Motion Twin)                            |
| Best Audio                   | God of War (Sony Interactive Entertainment)         |
| Still Playing Award          | World of Tanks (Wargaming)                          |
| Best Performer               | Bryan Dechart as Connor (Detroit: Become Human)     |
| eSports Game of the Year     | Overwatch (Blizzard Entertainment)                  |
| Best VR Game                 | The Elder Scrolls V: Skyrim VR (Bethesda Softworks) |
| Studio of the Year           | SIE Santa Monica Studio                             |
| Best Streamer/Broadcaster    | Bryan Dechart and Amelia Rose Blaire                |
| Mobile Game of the Year      | PUBG Mobile (Tencent Games)                         |
| PC Game of the Year          | Subnautica (Unknown Worlds Entertainment)           |
| PlayStation Game of the Year | God of War (Sony Interactive Entertainment)         |
| Xbox Game of the Year        | Forza Horizon 4 (Microsoft)                         |
| Nintendo Game of the Year    | Octopath Traveler (Nintendo)                        |
| Breakthrough Award           | Unknown Worlds                                      |
| Most Wanted Award            | Cyberpunk 2077 (CD Projekt)                         |
| Critics' Choice Award        | Red Dead Redemption 2 (Rockstar Games)              |
| Lifetime Achievement         | Hidetaka Miyazaki                                   |
| Outstanding Contribution     | Xbox Adaptive Controller                            |
| Ultimate Game of the Year    | Fortnite Battle Royale (Epic Games)                 |

### 2019
La cérémonie se déroule à Bloomsbury Big Top le 16 novembre 2019.
| Récompense                   | Lauréat                                            |
| ---------------------------- | -------------------------------------------------- |
| Best Storytelling            | Days Gone (Sony Interactive Entertainment)         |
| Best Multiplayer Game        | Apex Legends (Electronic Arts)                     |
| Best Visual Design           | Devil May Cry 5 (Capcom)                           |
| Best Indie Game              | Outer Wilds (Annapurna Interactive)                |
| Best Audio                   | Resident Evil 2 (Capcom)                           |
| Still Playing Award          | Minecraft (Mojang)                                 |
| Best Performer               | Logan Marshall-Green as David Smith (Telling Lies) |
| eSports Game of the Year     | Fortnite Battle Royale (Epic Games)                |
| Best VR/AR Game              | Beat Saber (Beat Games)                            |
| Studio of the Year           | Epic Games                                         |
| Best Streamer/Broadcaster    | Soleil Wheeler                                     |
| Mobile Game of the Year      | BTS World (TAKEONE COMPANY)                        |
| PC Game of the Year          | World of Warcraft Classic (Blizzard Entertainment) |
| PlayStation Game of the Year | Days Gone (Sony Interactive Entertainment)         |
| Xbox Game of the Year        | Gears 5 (Xbox Game Studios)                        |
| Nintendo Game of the Year    | Super Smash Bros. Ultimate (Nintendo)              |
| Breakthrough Award           | House House                                        |
| Most Wanted Award            | Cyberpunk 2077 (CD Projekt)                        |
| Critics' Choice Award        | Control (505 Games)                                |
| Lifetime Achievement         | Yu Suzuki                                          |
| Outstanding Contribution     | Life is Strange (Dontnod Entertainment)            |
| Ultimate Game of the Year    | Resident Evil 2 (Capcom)                           |

### 2020
La cérémonie se déroule en ligne le 24 novembre 2020. Elle est présentée par Laura Bailey et Travis Willingham.
| Récompense                    | Lauréat                                                 |
| ----------------------------- | ------------------------------------------------------- |
| Best Storytelling             | The Last of Us Part II (Sony Interactive Entertainment) |
| Best Multiplayer Game         | Fall Guys : Ultimate Knockout (Devolver Digital)        |
| Best Visual Design            | The Last of Us Part II (Sony Interactive Entertainment) |
| Best Game Expansion           | No Man's Sky : Origins (Hello Games)                    |
| Mobile Game of the Year       | Lego Builder's Journey (The LEGO Group)                 |
| Best Audio                    | The Last of Us Part II (Sony Interactive Entertainment) |
| Best Indie Game               | Hades (Supergiant Games)                                |
| Still Playing Award           | Minecraft (Mojang)                                      |
| Studio of the Year            | Naughty Dog                                             |
| eSports Game of the Year      | Call of Duty: Modern Warfare (Activision)               |
| Best New Streamer/Broadcaster | iamBrandon                                              |
| Best Family Game              | Fall Guys : Ultimate Knockout (Devolver Digital)        |
| Best Gaming Community         | Minecraft (Mojang)                                      |
| Best Performer                | Sandra Saad pour Mrs. Marvel (Marvel's Avengers)        |
| Breakthrough Award            | Among Us (innersloth)                                   |
| Outstanding Contribution      | The Gaming Industry                                     |
| PC Game of the Year           | Death Stranding (Kojima Productions)                    |
| Best Gaming Hardware          | NVIDIA GeForce RTX 3080                                 |
| PlayStation Game of the Year  | The Last of Us Part II (Sony Interactive Entertainment) |
| Xbox Game of the Year         | Ori and the Will of the Wisps (Xbox Game Studios)       |
| Nintendo Game of the Year     | Animal Crossing: New Horizons (Nintendo)                |
| Most Wanted Award             | God of War: Ragnarok (Sony Interactive Entertainment)   |
| Critics' Choice Award         | Hades (Supergiant Games)                                |
| Ultimate Game of the Year     | The Last of Us Part II (Sony Interactive Entertainment) |

### 2021
La cérémonie se déroule en ligne le 23 novembre 2021. Elle est présentée par Nolan North and Emily Rose.
| Récompense                    | Lauréat                                                          |
| ----------------------------- | ---------------------------------------------------------------- |
| Best Storytelling             | Life is Strange : True Colors (Square Enix)                      |
| Best Multiplayer Game         | It Takes Two (Electronic Arts)                                   |
| Best Visual Design            | Ratchet & Clank : Rift Apart (Sony Interactive Entertainement)   |
| Best Game Expansion           | Ghost of Tsushima : Iki Island (Sony Interactive Entertainement) |
| Mobile Game of the Year       | League of Legends : Wild Rift (Riot Games)                       |
| Best Audio                    | Resident Evil Village (Capcom)                                   |
| Best Indie Game               | Death's Door (Devolver Digital)                                  |
| Still Playing Award           | Final Fantasy XIV (Square Enix)                                  |
| Studio of the Year            | Capcom                                                           |
| Best Gaming Community         | Final Fantasy XIV (Square Enix)                                  |
| Best Performer                | Maggie Robertson as Lady Dimitrescu (Resident Evil Village)      |
| Breakthrough Award            | Housemarque                                                      |
| PC Game of the Year           | Hitman 3 (IO Interactive)                                        |
| Best Gaming Hardware          | PlayStation 5                                                    |
| PlayStation Game of the Year  | Resident Evil Village (Capcom)                                   |
| Xbox Game of the Year         | Psychonauts 2 (Xbox Game Studios)                                |
| Nintendo Game of the Year     | Metroid Dread (Nintendo)                                         |
| Most Wanted Award             | Elden Ring (Bandai Namco Entertainment)                          |
| Critics' Choice Award         | Deathloop (Bethesda Softworks)                                   |
| Ultimate Game of the Year     | Resident Evil Village (Capcom)                                   |
| Ultimate Hardware of All Time | Ordinateur                                                       |
| Ultimate Game of All Time     | Dark Souls (Bandai Namco Entertainment)                          |

### 2022
La cérémonie se déroule au Royal Lancaster Hotel le 22 novembre 2022.
| Récompense                   | Lauréat                                                 |
| ---------------------------- | ------------------------------------------------------- |
| Best Storytelling            | Horizon Forbidden West (Sony Interactive Entertainment) |
| Best Multiplayer Game        | Elden Ring (Bandai Namco Entertainment)                 |
| Best Visual Design           | Elden Ring (Bandai Namco Entertainment)                 |
| Best Game Expansion          | Cuphead: The Delicious Last Course                      |
| Best Audio                   | Metal: Hellsinger (Funcom)                              |
| Best Indie Game              | Cult of the Lamb (Devolver Digital)                     |
| Best Early Access Launch     | Slime Rancher 2 (Monomi Park))                          |
| Still Playing Award          | Genshin Impact (miHoYo)                                 |
| Best Gaming Community        | Final Fantasy XIV (Square Enix)                         |
| Studio of the Year           | FromSoftware                                            |
| Best Performer               | Manon Gage as Marissa Marcel (Immortality)              |
| Breakthrough Award           | Vampire Survivors (Games Delta, poncle)                 |
| PC Game of the Year          | Return to Monkey Island (Devolver Digital)              |
| Best Gaming Hardware         | Steam Deck                                              |
| PlayStation Game of the Year | Stray (Annapurna Interactive)                           |
| Xbox Game of the Year        | Grounded (Xbox Game Studios)                            |
| Nintendo Game of the Year    | Pokémon Legends: Arceus (Nintendo)                      |
| Best Game Trailer            | Goat Simulator 3 Announcement Trailer                   |
| Most Wanted Award            | The Legend of Zelda: Tears of the Kingdom (Nintendo)    |
| Critics' Choice Award        | Elden Ring (Bandai Namco Entertainment)                 |
| Ultimate Game of the Year    | Elden Ring (Bandai Namco Entertainment)                 |

### 2023
La cérémonie se déroule au Royal Lancaster Hotel le 10 novembre 2023. Elle est présentée par Troy Baker.
| Récompense                   | Lauréat                                                       |
| ---------------------------- | ------------------------------------------------------------- |
| Best Storytelling            | Baldur's Gate 3 (Larian Studios)                              |
| Best Multiplayer Game        | Mortal Kombat 1 (Warner Bros. Games)                          |
| Best Visual Design           | Baldur's Gate 3 (Larian Studios)                              |
| Best Game Expansion          | Cyberpunk 2077: Phantom Liberty (CD Projekt)                  |
| Best Audio                   | Final Fantasy XVI (Square Enix)                               |
| Best Indie Game              | Sea of Stars (Sabotage Studio)                                |
| Best VR Game                 | Horizon Call of the Mountain (Sony Interactive Entertainment) |
| Best Streaming Game          | Valorant (Riot Games)                                         |
| Still Playing Award          | No Man's Sky (Hello Games)                                    |
| Best Gaming Community        | Baldur's Gate 3 (Larian Studios)                              |
| Studio of the Year           | Larian Studios                                                |
| Best Lead Performer          | Ben Starr pour le rôle de Clive Rosfield (Final Fantasy XVI)  |
| Best Supporting Performer    | Neil Newbon pour le rôle d'Astarion (en) (Baldur's Gate 3)    |
| Breakthrough Award           | Cocoon (Annapurna Interactive)                                |
| PC Game of the Year          | Baldur's Gate 3 (Larian Studios)                              |
| Best Gaming Hardware         | PlayStation VR2                                               |
| PlayStation Game of the Year | Resident Evil 4 (Capcom)                                      |
| Xbox Game of the Year        | Starfield (Bethesda Softworks)                                |
| Nintendo Game of the Year    | The Legend of Zelda: Tears of the Kingdom (Nintendo)          |
| Best Game Trailer            | Cyberpunk 2077: Phantom Liberty (CD Projekt)                  |
| Most Wanted Award            | Final Fantasy VII Rebirth (Square Enix)                       |
| Critics' Choice Award        | Alan Wake 2 (Epic Games)                                      |
| Ultimate Game of the Year    | Baldur's Gate 3 (Larian Studios)                              |

### 2024
La cérémonie se déroule au De Vere Grand Connaught Rooms (Londres), le 21 novembre 2024. Elle est présentée par Ben Starr.
La catégorie "Console Game of the Year" obtient les résultats les plus serrés de l'édition, Ben Starr affirmant que seulement quelques centaines de voix séparent les jeux arrivés en première et deuxième position, sur plus de 12 millions de votes. Helldivers 2 (lauréat) et Final Fantasy VII Rebirth (finaliste) recueillent ainsi environ 29% des votes chacun, suivis par Astro Bot.
Par ailleurs, les 5 jeux ayant reçu le plus de votes dans la catégorie "Ultimate Game of the Year" sont Black Myth: Wukong (lauréat), Final Fantasy VII Rebirth (deuxième place), Helldivers 2 (troisième place), Silent Hill 2 (quatrième place) et Metaphor:ReFantazio (en) (cinquième place).
L'édition 2024 inaugure 6 nouvelles catégories : 
- "Best Indie Game – Self Published" ;
- "Still Playing Award – PC and Console" et "Still Playing Award – Mobile" (ces deux nouvelles catégories remplacent l'ancienne catégorie "Still Playing Award") ;
- "Best Audio Design" et "Best Soundtrack" (ces deux nouvelles catégories remplacent l'ancienne catégorie "Best Audio") ;
- "Console Game of the Year", cette dernière catégorie regroupant les anciennes catégories "PlayStation Game of the Year", "Xbox Game of the Year" et "Nintendo Game of the Year" qui existaient depuis 2015.

| Récompense                         | Lauréat                                                                               |
| ---------------------------------- | ------------------------------------------------------------------------------------- |
| Best Storytelling                  | Final Fantasy VII Rebirth (Square Enix)                                               |
| Best Visual Design                 | Black Myth: Wukong (Game Science)                                                     |
| Best Multiplayer Game              | Helldivers 2 (Arrowhead Game Studios)                                                 |
| Best Audio Design                  | Astro Bot (Sony Interactive Entertainment)                                            |
| Best Game Expansion                | Elden Ring: Shadow of the Erdtree (FromSoftware)                                      |
| Best Indie Game – Self Published   | Another Crab's Treasure (Aggro Crab (en))                                             |
| Best Indie Game                    | Balatro (LocalThunk (en))                                                             |
| Studio of the Year                 | Team Asobi                                                                            |
| Best Soundtrack                    | Final Fantasy VII Rebirth (Square Enix)                                               |
| Best Game Trailer                  | Helldivers 2 (Arrowhead Game Studios)                                                 |
| Best Early Access Game             | Lethal Company (Zeekerss (en))                                                        |
| Still Playing Award (Mobile)       | Honkai: Star Rail (MiHoYo)                                                            |
| Still Playing Award (PC & Console) | Minecraft (Mojang Studios)                                                            |
| Streamers' Choice                  | Chained Together (Anegar Games (en))                                                  |
| Breakthrough                       | Balatro (LocalThunk (en))                                                             |
| Best Gaming Hardware               | Steam Deck OLED (Valve)                                                               |
| Best Game Adaptation               | Fallout                                                                               |
| Best Supporting Performer          | Briana White (en) (pour le rôle d'Aerith Gainsborough dans Final Fantasy VII Rebirth) |
| Best Lead Performer                | Cody Christian (pour le rôle de Cloud Strife dans Final Fantasy VII Rebirth)          |
| PC Game of the Year                | Satisfactory (Coffee Stain Studios)                                                   |
| Console Game of the Year           | Helldivers 2 (Arrowhead Game Studios)                                                 |
| Critics' Choice                    | Helldivers 2 (Arrowhead Game Studios)                                                 |
| Most Wanted Game                   | Grand Theft Auto VI (Rockstar Games)                                                  |
| Ultimate Game of the Year          | Black Myth: Wukong (Game Science)                                                     |